# Amt Billerbeck
Das Amt Billerbeck war ein Amt im alten Kreis Coesfeld in Nordrhein-Westfalen. Im Rahmen der nordrhein-westfälischen Gebietsreform wurde das Amt zum 1. Juli 1969 aufgelöst.

## Geschichte
Im Rahmen der Einführung der Landgemeindeordnung für die Provinz Westfalen wurde 1845 im Kreis Coesfeld die Bürgermeisterei Billerbeck in das Amt Billerbeck überführt. Dem Amt gehörten die Stadt Billerbeck sowie die beiden Landgemeinden Kirchspiel Billerbeck  und Beerlage an.
Das Amt Billerbeck wurde zum 1. Juli 1969 durch das Gesetz zur Neugliederung von Gemeinden des Landkreises Coesfeld aufgelöst. Seine drei Gemeinden, Stadt und Kirchspiel Billerbeck sowie Beerlage wurden zu einer neuen Stadt Billerbeck zusammengeschlossen, die auch Rechtsnachfolgerin des Amtes ist. Seit 1975 gehört die Stadt Billerbeck zum neuen Kreis Coesfeld.

## Einwohnerentwicklung
| Jahr | Einwohner | Quelle |
| ---- | --------- | ------ |
| 1858 | 5388      | [ 2 ]  |
| 1871 | 5222      | [ 3 ]  |
| 1885 | 5178      | [ 4 ]  |
| 1910 | 5682      | [ 5 ]  |
| 1939 | 6480      | [ 6 ]  |
| 1950 | 9186      | [ 7 ]  |
| 1969 | 8962      | [ 7 ]  |